# Souhvězdí Draka
Drak (latinsky Draco, 2. p. Draconis) je souhvězdí na severní části oblohy. Je jedním z 88 moderních souhvězdí a také jedním z 48 souhvězdí, která zavedl starořecký astronom Ptolemaios. Podle rozlohy je to 8. největší souhvězdí. Leží mezi souhvězdími Malého medvěda, Žirafy, Velké medvědice, Pastýře, Herkula, Lyry, Labutě a Cefea. V tomto souhvězdí se nachází severní pól ekliptiky. Drak je cirkumpolární souhvězdí severní oblohy, takže je v České republice vidět po celý rok. Nejlepší pozorovací podmínky nastávají v červnu a červenci, protože 2. června je Drak v horní kulminaci (je nejvýše nad obzorem). V dolní kulminaci je 1. listopadu. V listopadu a prosinci je v nejhorším pozorovacím postavení. Kolem 8. října má své maximum slabší meteorický roj Drakonidy.

## Původ jména
Z nejranější psaných záznamů se dozvídáme, že staří Egypťané ztotožňovali toto souhvězdí s Tawaretou, bohyní severní oblohy v panteonu jejich božstev. Vážená jako stále bdělá neboť souhvězdí nikdy nezapadá, byla zobrazována jako nelítostná ochranná bohyně, jejíž tělo bylo složeno z částí krokodýla, člověka, lva a hrocha.
Existuje mnoho dalších mýtů týkajících se tohoto souhvězdí. Řecké pojmenování, Draco, vychází z jeho podobnosti s drakem, i když existují alternativní výklady, jako např. legenda o matce velbloudů.
Podle nejznámějšího řeckého mýtu se jedná o Ládóna, stookého draka, který měl za úkol hlídat zlatá jablka v zahradě Hesperidek. Poslala ho tam Héra, když zjistila, že Hesperidky, kterým strom svěřila, si trhají jablka pro sebe. Ládón uhlídal jablka až do té doby, kdy jedenáctou z dvanácti Héraklových prací bylo právě jejich ukradení. Stohlavý Ládón však měl ohromnou sílu a navíc nikdy nespal, takže bylo nanejvýš obtížné jablka získat. Héraklés využil nabídku titána Atláse a nechal si od něj jablka donést. Předtím však musel zabít Ládóna, kterého se Atlás bál. Zastřelil ho otráveným šípem přes zahradní zeď. Podle legendy později Héra umístila Ládóna na oblohu jako souhvězdí Draka.
V jiné řecké báji souhvězdí představuje draka, kterého zabil Kadmos při zakládání Théb. Ve třetí legendě souhvězdí představuje draka chránícího zlaté rouno a kterého přemohl Iásón. Skutečnost, že se jedná o cirkumpolární souhvězdí, které nikdy nezapadá pod obzor, hraje v bájesloví také důležitou úlohu.

## Objekty v Drakovi

### Významné hvězdy

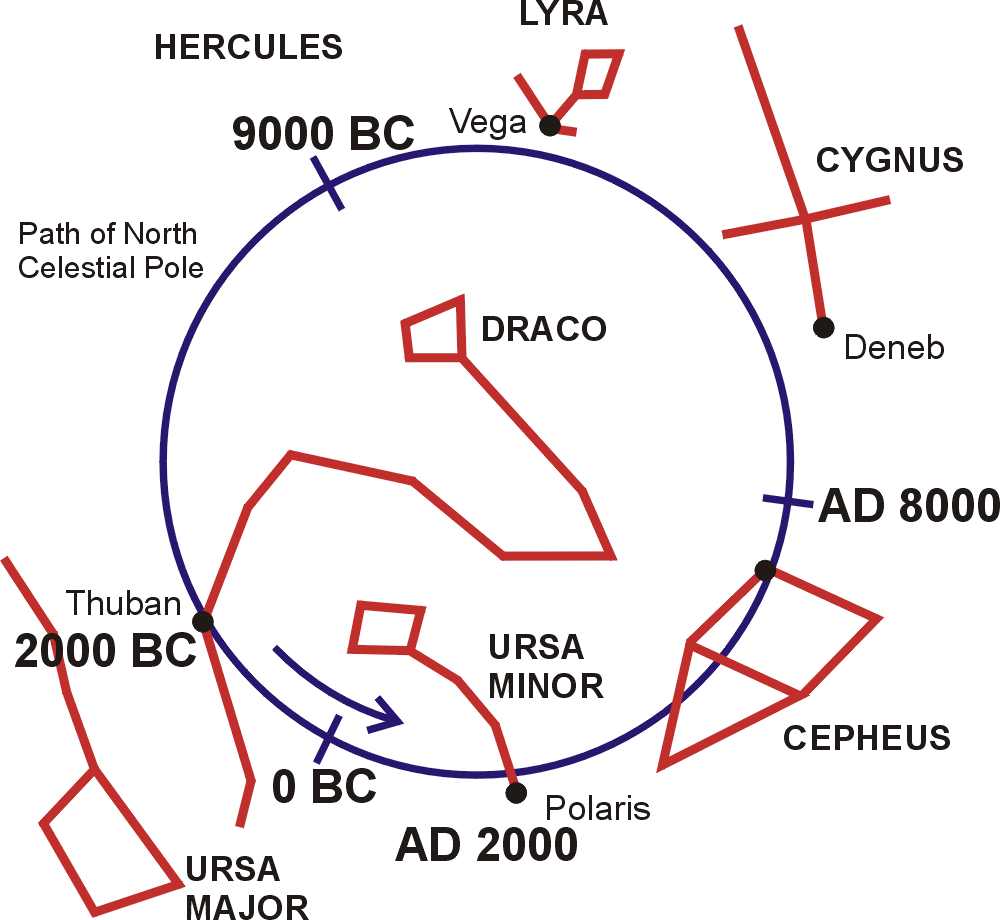
Souhvězdí draka v kontextu projekce zemské osy na severní oblohu.

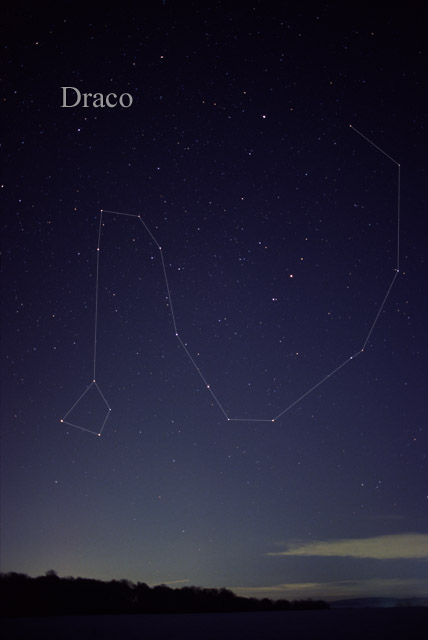
Souhvězdí draka na noční obloze.

- Alfa Draconis nese jméno Thuban (magnituda 3,7 mag). Je to modrobílý obr. Thuban byl před 4 000 lety „severní hvězdou“ – nejbližší hvězdou severního nebeského pólu, od kterého byl vzdálený 10′. Vlivem precese zemské osy se ale posunul na své dnešní místo a na místo Polárky se dostane až kolem roku 20 000.

- Hlavu Draka tvoří Beta Draconis (Rastaban), Gama Draconis (Eltanin), Ksí Draconis (Grumium) a Ný Draconis (Kuma). Rastaban (2,8 mag) je žlutý obr. Eltanin (2,2 mag) je oranžový obr a nejjasnější hvězda v Drakovi. Kuma (4,9 mag) je dvojhvězda.

- Mezi další jasné hvězdy v Drakovi patří éta Draconis, nazývaná také Aldhibain (2,3 mag), která je těsnou dvojhvězdou. Dalšími dvojhvězdami v Drakovi jsou omikron Draconis (4,6 mag) a mý Draconis (4,9 mag).

- Gl 687 AB (9,2 mag) je jednou z hvězd nejbližších Slunci. Od Země je vzdálená 14,8 ly a obíhá kolem ní exoplaneta. Jen o trochu vzdálenější hvězdou je sigma Draconis (Alsafi, 4,7 mag), kterou od Země dělí 18,8 ly.

## Objekty vzdáleného vesmíru
V Drakovi je 302 objektů zapsaných v katalogu NGC, jen málo z nich je však přístupných pro malé dalekohledy. Nejjasnější je planetární mlhovina NGC 6543 s magnitudou 8,1 mag, která je známá také jako Kočičí oko.
Dalším významným objektem je čočková galaxie M 102 (Vřeteno) vzdálená zhruba 48 milionů světelných let (ly) od Země. Má magnitudu 10 a objevena byla v roce 1781.
Je hlavním členem skupiny galaxií NGC 5866, kam patří také NGC 5907, což je spirální galaxie ovinutá hvězdnými proudy.
Malým dalekohledem je možné spatřit i eliptickou galaxii s označením NGC 4125, která má magnitudu 9,6 a od Země je vzdálená 78 milionů ly. Za dobrých podmínek ukáže malý dalekohled i trpasličí spirální galaxii NGC 6503, která má magnitudu 10,3 a od Země je vzdálená 20 milionů ly. Zajímavá je spirální galaxie NGC 4236, která je od Země vzdálená pouhých 11,7 milionů ly. Je členem skupiny galaxií M81 a díky její blízkosti má velký úhlový rozměr 22′, ale kvůli magnitudě 10,1 má nízkou plošnou jasnost. 
Středně velký hvězdářský dalekohled může ukázat pěknou trojici galaxií, kterou tvoří NGC 5981, NGC 5982 a NGC 5985. Poslední jmenovaná je od Země vzdálená 172 milionů ly, má magnitudu 11,1 a je hlavním členem skupiny galaxií označené LGG 402, kam pravděpodobně patří i  podobně jasná eliptická galaxie NGC 5982.
Spirální galaxie NGC 4545 má magnitudu 12,3 a od Země je vzdálená 113 milionů ly. Je nejjasnějším členem skupiny LGG 295. Již mimo dosah amatérských dalekohledů je narušená spirální galaxie Pulec, která se díky svému tvaru dostala do katalogu zvláštních galaxií pod označením Arp 188. Má magnitudu 14,4 a od Země je vzdálená přes 400 milionů ly.
V ještě větší vzdálenosti 3 miliardy ly leží kupa galaxií označená jako Abell 2218. Ta má asi 250 členů a je známá díky tomu, že výrazně ukazuje jevy způsobené gravitační čočkou.